# Berkozy
Berkozy (biał. Берказы; ros. Беркозы) – wieś na Białorusi, w obwodzie brzeskim, w rejonie pińskim, w sielsowiecie Duboja, przy linii kolejowej Łuniniec – Żabinka.
W dwudziestoleciu międzywojennym leżały w Polsce, w województwie poleskim, w powiecie pińskim, w gminie Brodnica. Po II wojnie światowej w granicach Związku Sowieckiego. Od 1991 w niepodległej Białorusi.